# Zaya Pandita
Zaya Pandita Oktorguindalai (du mongol oïrate : Зая Бандид Огторгуйндалай, littéralement : Novice Zaya, océan céleste), également Зая Пандит (Zaya Pandit) en khalkha mongol cyrillique : Зая бандид Намхайжамц, Zaya bandid Namkhaijamts ; en tibétain : ཛ་ཡ་པན་དི་ཏ་, Wylie : dza ya pan di ta, THL : dzaya pen di ta ou tibétain : ནམྨཁའི་རྒྱྨཚོ, Wylie : nam-mkha'i rgya-mtsho, THL : nammakhé rgymatso ou Namkha Gyatso, signifiant en tibétain, océan céleste, parfois retranscrit Namkhaidjamtso, 1599 — 1662), est un bikkhu et lama oïrat qui créa le todo bitchig, écriture tirée du Mongol bitchig (écriture traditionnelle mongole) et adaptée à l'oïrate littéraire, la rapprochant ainsi de la langue parlée et en lui permettant de retranscrire le tibétain et le sanskrit.

## Biographie
Zaya Pandita était le cinquième fils de Baibagas Khan, un prince khoshuud-oïrat du Khanat qoshot, convertit au bouddhisme au XVIIe siècle. Baba Khan choisit Zaya pour devenir un moine « bandi » (signifiant « novice »).
En 1617, Zaya se rend à Lhassa, au Tibet où il va rester 22 ans et étudier le bouddhisme et obtenir le diplôme de guéshé, devenant un proche du 4e panchen-lama, Lobsang Chökyi Gyaltsen et du 5e dalaï-lama, Lobsang Gyatso.
En 1638, le panchen-lama et le dalaï-lama envoient Zaya Pandita en mission pour enseigner le bouddhisme aux tribus mongoles Oïrats.
En 1640, Zaya Pandita aide Erdeni Baatar (mongol (écriture mongole) : ᠪᠠᠭᠠᠲᠤᠷ
ᠬᠣᠨ
ᠲᠠᠶᠢᠵᠢ ; mongol (écriture cyrillique) : Баатар хунтайж ; ISO-9 : Baatar khuntaij), Khong Tayiji de la tribu Tchoros-Oïrat, dans le rassemblement d'une conférence des tribus mongoles réunissant les Oïrat et les Khalkhas. Le but de la conférence, après, est d'encourager l'unification mongole contre les ennemis extérieurs potentiels, tels que les Hans, les Mandchous, et les Russes, et de gérer les problèmes internes pacifiquement. Il ressort de cette conférence un code, qui fournit une protection des agressions extérieures aux Oïrats et Khalkhas et garantie la libre circulation des personnes à travers les terres mongoles. Les Qoshots-Oïrats s'associeront cependant au XVIIIe siècle avec les Mandchous et les Khalkhas contre les Dzoungars-Oïrats.

## Ouvrage
- Oirat Vocabulary of Poetical Names [Ойратский словарь поэтических выражений]. Facscimile ed., transliteration, introduction, translation from Oirat into Russian, dictionary with notes, appendices by N.S. Yakhontova. Moscow, Vostochnaya Literatura Publishers, 2010. 615 p. (Pamyatniki pismennosti Vostoka, СХХ)[4].